# Monsteroideae
Monsteroideae é uma subfamília de plantas da família Araceae, da qual incluem os seguintes gêneros:

## Gêneros
- Subfamília Monsteroideae:
  - Alloschemone Schott
  - Amydrium Schott
  - Anadendrum Schott
  - Epipremnum Schott
  - Heteropsis Kunth
  - Holochlamys Engl.
  - Monstera Adans., nom. cons. - Inclui a "fruta-pão" do México: Monstera deliciosa
  - Rhaphidophora Hassk.
  - Rhodospatha Poepp.
  - Scindapsus Schott
  - Spathiphyllum Schott
  - Stenospermation Schott